# La Nova Revista
La Nova Revista fue una revista bimestral en catalán publicada por los catalanes exiliados en la Ciudad de México. Fue fundada en enero de 1955 y estuvo editándose hasta finales de octubre de 1958. En total vieron la luz 33 números, algunos de ellos de gran calidad literaria.
El fundador y editor fue Avel·lí Artís-Gener, hijo de Avel·lí Artís i Balaguer, que había fundado y dirigido La Nostra Revista (y de la que esta pretendía ser continuadora), y Joan Rossinyol era secretario de redacción. El contenido era de marcado carácter nacionalista catalán, y contenía artículos y comentarios de contenido político y cultural, textos literarios y una sección de información, todo ello con títulos muy apropiados como Noticiari General de l'interior (a cargo de Miquel Ferrer Sanxis), El Pla de la calma, Panorama Polític y Els llibres. También publicaba un suplemento literario dirigido por Agustí Bartra.
En la revista colaboró buena parte de los intelectuales catalanes en el exilio, principalmente los nacionalistas, como Ventura Gassol, Josep Carner i Ribalta, Josep Maria Miquel i Vergés, Josep Lleonart i Maragall, Rafael Tasis, Manuel Serra i Moret, Josep Conangla i Fontanilles, Artur Bladé i Desumvila, Pere Foix, Pere Calders, Carles Riba, Vicenç Guarner, Domènec Guansé i Salesas, Antoni Peyrí i Rocamora, Agustí Cabruja i Auguet, Joan Triadú, Anna Murià i Romaní, August Pi i Sunyer, Josep Maria Murià i Romaní y Miquel Ferrer Sanxis. 